# Братья Италии
Братья Италии (итал. Fratelli d'Italia, FdI) — итальянская правая политическая партия, созданная в 2012 году. До 3 декабря 2017 года именовалась Братья Италии — Национальный альянс (итал. Fratelli d'Italia - Alleanza Nazionale, FdI-AN). Лидер партии — премьер-министр Италии Джорджа Мелони, которая также возглавляет Партию европейских консерваторов и реформистов.

## Создание
Партия основана 21 декабря 2012 года сторонниками Иньяцио Ла Русса, Джорджи Мелони и Гвидо Крозетто, вышедших из Народа свободы. До февраля 2014 года партия именовалась Братья Италии — Национальный правый центр (Fratelli d’Italia — Centrodestra Nazionale). По инициативе Ла Русса, Мелони и Джованни Алеманно в декабре 2013 — январе 2014 года произошло слияние «Братьев Италии» и Национального альянса (НА был кратковременной попыткой возрождения Национального альянса, влившегося в 2009 году в Народ свободы). Объединённая партия приняла наименование Братья Италии — Национальный альянс.
В 1-й статье I главы Устава даётся определение организации как движения, которое имеет своей целью, на основе принципов народного суверенитета, свободы, демократии, справедливости, социальной солидарности и налогового равенства, вдохновляясь ценностями национальной традиции, участие в строительстве Европы народов.
В партию также вступили некоторые бывшие социалисты, либералы и христианские демократы

## Парламентские выборы 2013 года
В преддверии парламентских выборов 2013 года партия вошла в правоцентристскую коалицию во главе с Сильвио Берлускони.
На выборах в Палату депутатов за «Братьев Италии» проголосовали 666 035 избирателей (1,95 %), что принесло партии 9 депутатских мест.
На выборах в Сенат партия набрала 590 083 (1,9 %) голосов и не получила ни одного места.
В Палате депутатов по итогам выборов была сформирована фракция «Братья Италии — Национальный альянс».

## Европейские выборы 2014 года
На европейских выборах 25 мая 2014 года партия получила 1 006 513 (3,66 %) голосов, что не принесло ей ни одного места.

## Переименование
3 декабря 2017 года на съезде в Триесте партия приняла новое именование — «Братья Италии». Это название совпадает с первой строкой итальянского гимна.

## Парламентские выборы 2018 года
4 марта 2018 года партия пошла на очередные парламентские выборы в составе правоцентристской коалиции, основу которой составили Вперёд, Италия и Лига Севера, заручившись поддержкой 4,3 % избирателей, что принесло ей 19 мест в Палате депутатов и 7 — в Сенате (с учётом голосования в одномандатных округах — соответственно 31 и 16).
Партия последовательно оставалась в оппозиции к трём правительствам, сформированным по итогам этих выборов: к первому и второму правительству Конте, к правительству Драги.

## Европейские выборы 2019 года
Европейские выборы 2019 года стали для партии более удачными, чем предыдущие: её поддержали 1 726 189 избирателей, и с результатом 6,4 % «Братья Италии» получили пять депутатских мандатов (ещё один мандат достался ей в 2020 году после выхода Великобритании из Европейского союза, вследствие которого представительство Италии в Европарламенте увеличилось).

## Парламентские выборы 2022 года
В преддверии парламентских выборов 2022 года партия возглавила коалицию правых сил, которая в итоге набрала абсолютное большинство мест, а «Братья Италии» впервые в своей истории оказались в составе действующего правительства, получив сразу девять министерских постов (лидер партии Джорджа Мелони стала премьер-министром).

## Председатели
- Ла Русса-Мелони-Крозетто (декабрь 2012-апрель 2013)
- Иньяцио Ла Русса (апрель 2013 — март 2014)
- Джорджа Мелони (с 9 марта 2014)

## Структура
III глава Устава партии определяет систему национальных органов управления:
- Национальный конгресс (Il Congresso Nazionale);
- Национальный совет (Il Consiglio Nazionale);
- Национальная ассамблея (L’Assemblea Nazionale);
- Национальное правление (La Direzione Nazionale);
- Национальное политическое руководство (Il Coordinamento Politico Nazionale);
- Национальное исполнительное руководство (L’ Esecutivo Nazionale);
- Национальный председатель (Il Presidente Nazionale);
- Национальная комиссия финансового обеспечения (La Commissione Nazionale di Garanzia);
- Административный секретарь (Il Segretario Amministrativo) и Административный комитет (Il Comitato di Amministrazione).